# Katyusha
Katiúcha é uma família de lançadores múltiplos de foguetes desenvolvida e utilizada pelo Exército Vermelho durante a Grande Guerra Patriótica. Foi apelidado na época de "Órgão de Stálin" pelas tropas alemãs (em alemão: Stalinorgel) em referência a Josef Stálin.
O nome Katiúcha é uma referência à canção patriótica Katiúcha.
O Katiúcha consiste em um caminhão militar (usualmente o ZIS-6) originalmente equipado de um lançador de foguetes BM-8, BM-13 ou BM-31. Comparado aos equipamentos de artilharia mais comuns era considerado frágil porém com um custo de fabricação muito baixo e grande mobilidade.

## Desenvolvimento e História

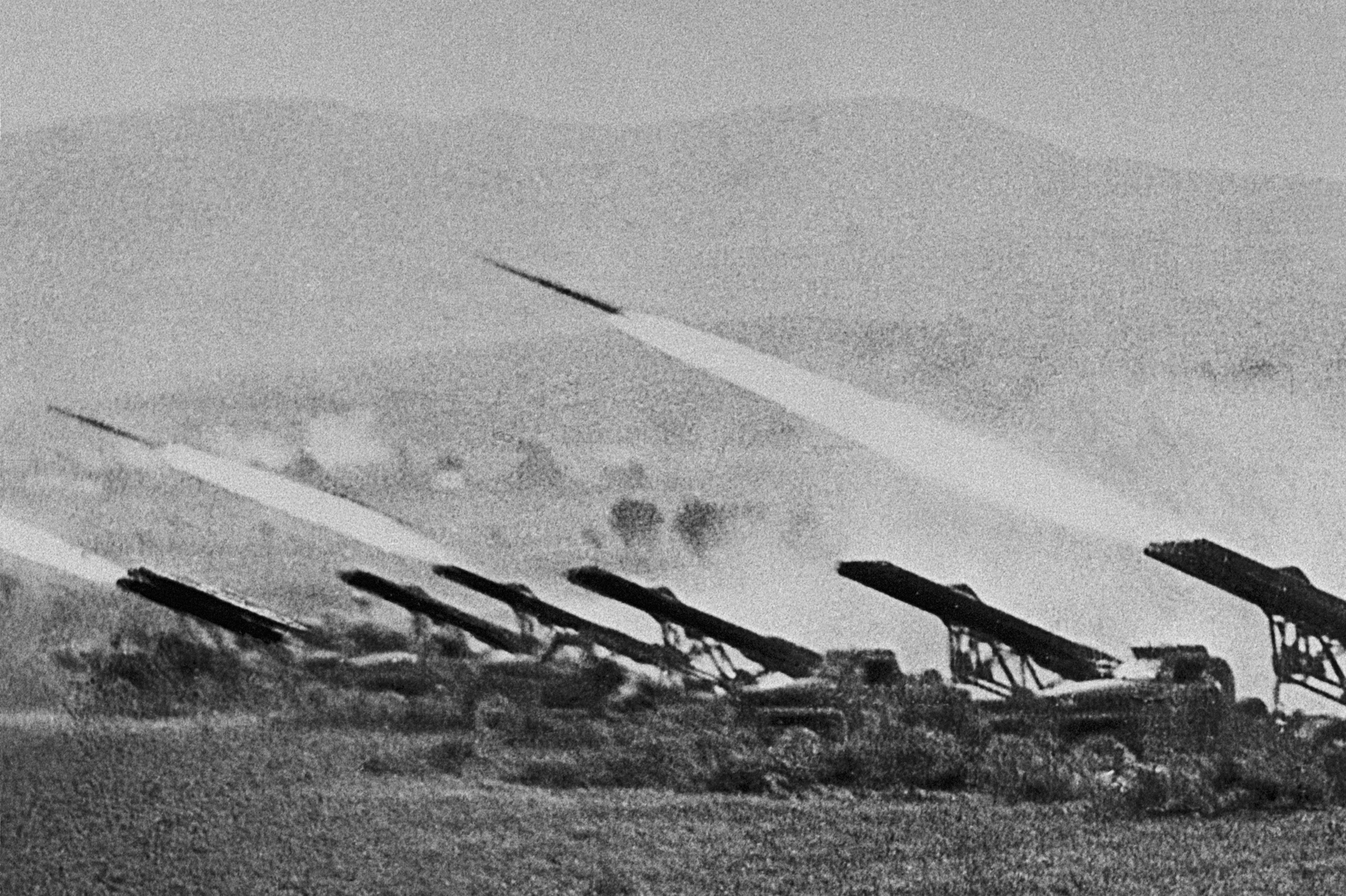
Katyushas em ação durante a Segunda Guerra Mundial.

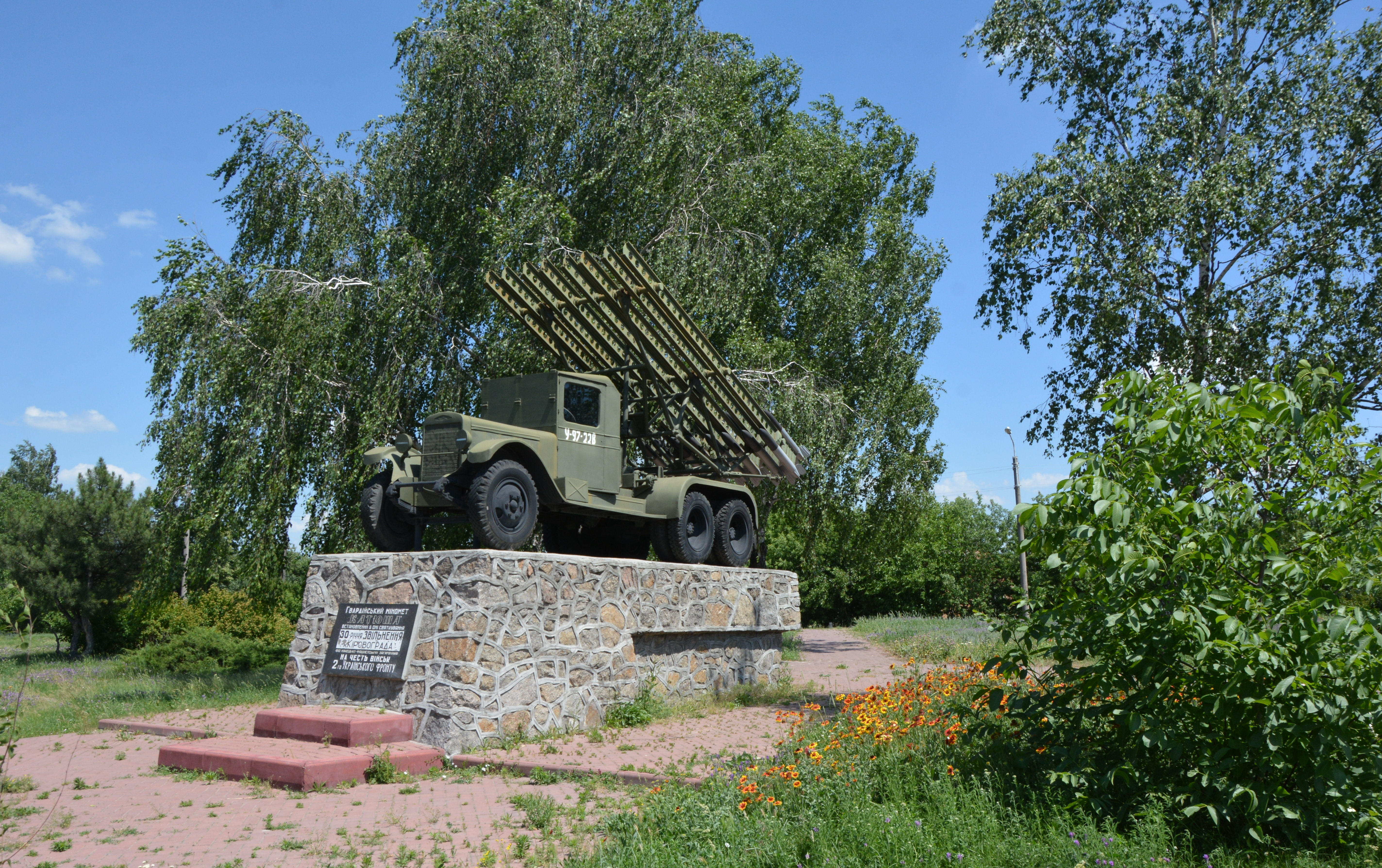
Um dos numerosos monumentos de Katyusha, Kropyvnytsky (foi erguido em homenagem ao 30º aniversário da libertação da cidade)

Seu desenvolvimento era considerado altamente secreto pelo governo soviético, tanto que os primeiros modelos eram operados exclusivamente por integrantes da NKVD "Comissariado do Povo para Assuntos Internos". A primeira vez que ele entrou em combate foi em Julho de 1941 na cidade de Rúdnia na atual Rússia, onde um total de 7 lançadores de foguetes causaram baixas consideráveis nas forças alemãs.
Seguindo o sucesso inicial, o comando de guerra da URSS determinou a fabricação de novos Katiúchi e a criaçao de diversos regimentos equipados com o lançador, visando apoio aos movimentos de infantaria. Um total de 554 lançadores estavam em serviço no final de 1941, num total de oito regimentos, 35 batalhões independentes e duas baterias isoladas.

## O foguete
O foguete Katiúcha é formados pela parte propelente que impulsiona o foguete e a parte explosiva ou ogiva.
O foguete tem baixa precisão e curto alcance, sendo de fabricação relativamente simples e de baixo custo, comparado com outros artefatos do gênero. De fabricação caseira, são usados por combatentes palestinos contra Israel, embora não sejam modelos iguais aos usados pelos soviéticos, visto que sofreram aperfeiçoamentos através das décadas.
Depois da Grande guera Patriótica os foguetes foram usados em diversos conflitos e guerras, entre outros, na Guerra da Coreia, Guerra do Vietnã, Guerra do Afeganistão, Segunda guerra do Líbano (pelo Hezbollah), Guerra do Iraque e atualmente estão sendo usados pelos Talibãs contra as Forças Armadas dos Estados Unidos e tropas e instalações multinacionais no Afeganistão.
| Imagem | Modelo       | Produção                                                         |  | Imagem | Modelo         | Produção                        |
| ------ | ------------ | ---------------------------------------------------------------- |  | ------ | -------------- | ------------------------------- |
|        | ZiS-5 ZiS-5V | 1934-1941 1942-1947 (ZIS) 1942-1944 (UASZIS) 1944-1955 (UralZIS) |  |        | ZiS-6          | 1933-1941                       |
|        | STZ-5        | 1937-1942                                                        |  |        | Studebaker US6 | 1941-1945                       |
|        | ZiS-151      | 1948-1966                                                        |  |        | GAZ-67         | 1943-1953                       |
|        | GAZ-AA       | 1932-1950                                                        |  |        | Ural-375       | 1961-1964 1964-1983 (Ural-375D) |
|        | ZIL-135      | 1959-1963 (ZIL) 1963-1994? (BAZ)                                 |  |        |                |                                 |

## Ligações Externas
- Fotos do BM-13
- Fotos de diversos "Katyushas"
- Foto de um BM1-21 cubano em Angola